# Sumilher da cortina
Sumilher é um diacronismo antigo, que vem do francês sommelier, que era "chefe ou superior em várias repartições ou ministérios do paço". Seria um "criado" especial da casa real; e reposteiro, neste contexto, é a quem competia cerrar os reposteiros dos aposentos reais.
Descreve António de Oliveira Freire, em 1755, que era precisamente um "eclesiástico, de primeira categoria, de origem fidalga, que corria a cortina da tribuna da Capela Real e retirava o guarda-pó do genuflexório em que se ajoelha El-Rei" para rezar.
Acrescente também Bautista de Castro que era ele quem por último corria a cortina da cama dos reis, que para isso acontecer seria com dossel.